# Ильенко, Сакмара Георгиевна
Сакмара Гео́ргиевна Ильенко (3 сентября 1923, Москва — 9 января 2019, Санкт-Петербург)  — советский и российский лингвист, член-корреспондент АПН СССР (1968), Заслуженный деятель науки Российской Федерации (1998), специалист в области языка художественной литературы, синтаксиса, лингвистики текста, пушкинистики. Доктор филологических наук (1965), профессор кафедры русского языка филологического факультета ГБОУ ВО «Российский государственный педагогический университет имени А. И. Герцена».

## Биография
Участница Великой Отечественной войны.
В 1948 г. окончила факультет русского языка и литературы ЛГПИ им. А. И. Герцена, в 1951 году — аспирантуру при кафедре русского языка, тема кандидатской диссертации — «Язык автобиографической трилогии М. Горького».
С 1951 года — ассистент, старший преподаватель, доцент, профессор (1965) кафедры русского языка филологического факультета ЛГПИ (с 1991 г. РГПУ). Заведовала этой кафедрой с 1969 по 1986 гг.
Тема докторской диссертации — «Проблемы теории сложноподчинённого предложения в современном русском языке» (1964). Член-корреспондент АПН СССР (1968).
Автор более 150 научных работ.
Муж — Лев Моисеевич Гольденберг, профессор ЛЭИС им. Бонч-Бруевича, заслуженный деятель науки РФ.
Похоронена на кладбище Санкт-Петербургского крематория .

### Избранные труды
- Ильенко С. Г. Коммуникативно-структурный синтаксис современного русского языка: Учебное пособие для вузов. — СПб.: Изд-во РГПУ им. А. И. Герцена, 2009.
- Ильенко С. Г. Лингвистические аспекты пушкиноведения: Избранные статьи. — СПб.: Изд-во РГПУ им. А. И. Герцена, 2008.
- Ильенко С. Г. О недугах школьного обучения отечественной словесности («Евгений Онегин» А. С. Пушкина) // Вестник Герценовского университета. — 2009. — № 1.
- Ильенко С. Г. О профессоре ЛГПИ им. А. И. Герцена Федоте Петровиче Филине (из воспоминаний и размышлений) // Вестник Герценовского университета. — 2008. — № 6.
- Ильенко С. Г. О том, что и как пишут в наши дни о А. С. Пушкине, или О девальвации высокого звания «пушкинист» // Вестник Герценовского университета. — 2008. — № 8.
- Ильенко С. Г. Персонализация как важнейшая сторона категории предикативности // Теоретические проблемы синтаксиса индоевропейских языков. — Л.: Наука, 1975.
- Ильенко С. Г. Русистика: Избранные труды. — СПб.: Изд-во РГПУ им. А. И. Герцена, 2003.
- Ильенко С. Г. Самозванство и случай как содержательно-интегрирующие доминанты художественно-стилевой основы «Повестей покойного Ивана Петровича Белкина» // Известия Российского государственного педагогического университета им. А.И. Герцена. — 2005. — Т. 5, № 11.
- Ильенко С. Г. Синтаксические единицы в тексте: Учебное пособие к спецкурсу. — Л.: ЛГПИ им. А. И. Герцена, 1989.
- Ильенко С. Г. У войны не женское лицо // Вестник Герценовского университета. — 2010. — № 5.
- Ильенко С. Г. Человек поступка // Вестник Герценовского университета. — 2009. — № 9.

## Награды
- Орден Отечественной войны II степени,
- Медаль Пушкина (1 декабря 2008 года) — за большой вклад в изучение и сохранение культурного наследия[7],
- Медаль «За победу над Германией в Великой Отечественной войне 1941—1945 гг.»,
- Медаль «В память 300-летия Санкт-Петербурга»,
- Заслуженный деятель науки Российской Федерации (3 февраля 1998 года) — за заслуги перед государством, большой вклад в развитие науки, подготовку высококвалифицированных кадров и в связи с 200-летием основания Российского государственного педагогического университета имени А. И. Герцена (город Санкт-Петербург)[8],
- нагрудный знак «Отличник народного просвещения РСФСР»,
- нагрудный знак «Отличник народного просвещения Узбекской ССР»,
- Почётный доктор Кошицкого университета (1982),
- медаль имени Императрицы Марии Фёдоровны (2009).